# Championnat du Canada de snooker
Le championnat du Canada est un tournoi de snooker créé en 1980 et disparu en 1988 ouvert uniquement aux joueurs professionnels canadiens.

## Histoire
Organisé par la WPBSA à Toronto, Cliff Thorburn remporte 5 des 7 éditions, les deux autres vainqueurs étant Kirk Stevens en 1983 et Alain Robidoux en 1988.

## Palmarès
| Année                              | Lieu                               | Vainqueur                          | Finaliste                          | Score                              | Saison                             |
| Championnat du Canada (non classé) | Championnat du Canada (non classé) | Championnat du Canada (non classé) | Championnat du Canada (non classé) | Championnat du Canada (non classé) | Championnat du Canada (non classé) |
| ---------------------------------- | ---------------------------------- | ---------------------------------- | ---------------------------------- | ---------------------------------- | ---------------------------------- |
| 1980                               | Canada                             | Cliff Thorburn                     | Jim Wych                           | 9-6                                | 1979-1980                          |
| 1983                               | Toronto                            | Kirk Stevens                       | Frank Jonik                        | 9-3                                | 1983-1984                          |
| 1984                               | Toronto                            | Cliff Thorburn (2)                 | Mario Morra                        | 9-2                                | 1984-1985                          |
| 1985                               | Toronto                            | Cliff Thorburn (3)                 | Bob Chaperon                       | 6-4                                | 1985-1986                          |
| 1986                               | Toronto                            | Cliff Thorburn (4)                 | Jim Wych                           | 6-2                                | 1986-1987                          |
| 1987                               | Toronto                            | Cliff Thorburn (5)                 | Jim Bear                           | 8-4                                | 1987-1988                          |
| 1988                               | Toronto                            | Alain Robidoux                     | Jim Wych                           | 8-4                                | 1988-1989                          |